# Mercedes-Benz W201
El Mercedes-Benz W201 es un automóvil de turismo del segmento D, fabricado por el fabricante alemán Mercedes-Benz entre los años 1982 y 1993. Recibió el nombre comercial de Mercedes-Benz 190. Fue llamado por la prensa como «BabyBenz».
Tuvo una versión deportiva y también compitió en carreras DTM.

## Historia
El W201 presentaba una suspensión con cinco brazos, la cual sería posteriormente incorporada en los modelos de las clases E y S. Tenía además cinturones de seguridad y sistema antibloqueo de ruedas (ABS).
Este modelo de Mercedes-Benz gozó de una gran popularidad en Europa, en contraposición con Estados Unidos, donde las ventas fueron bastante pobres. La producción en serie finalizó el 13 de abril de 1993, habiéndose fabricado 1.874.668 unidades, dando lugar a la producción y posterior comercialización del nuevo Mercedes-Benz Clase C.

## Mercedes-Benz 190E 2.5-16 Evolution II

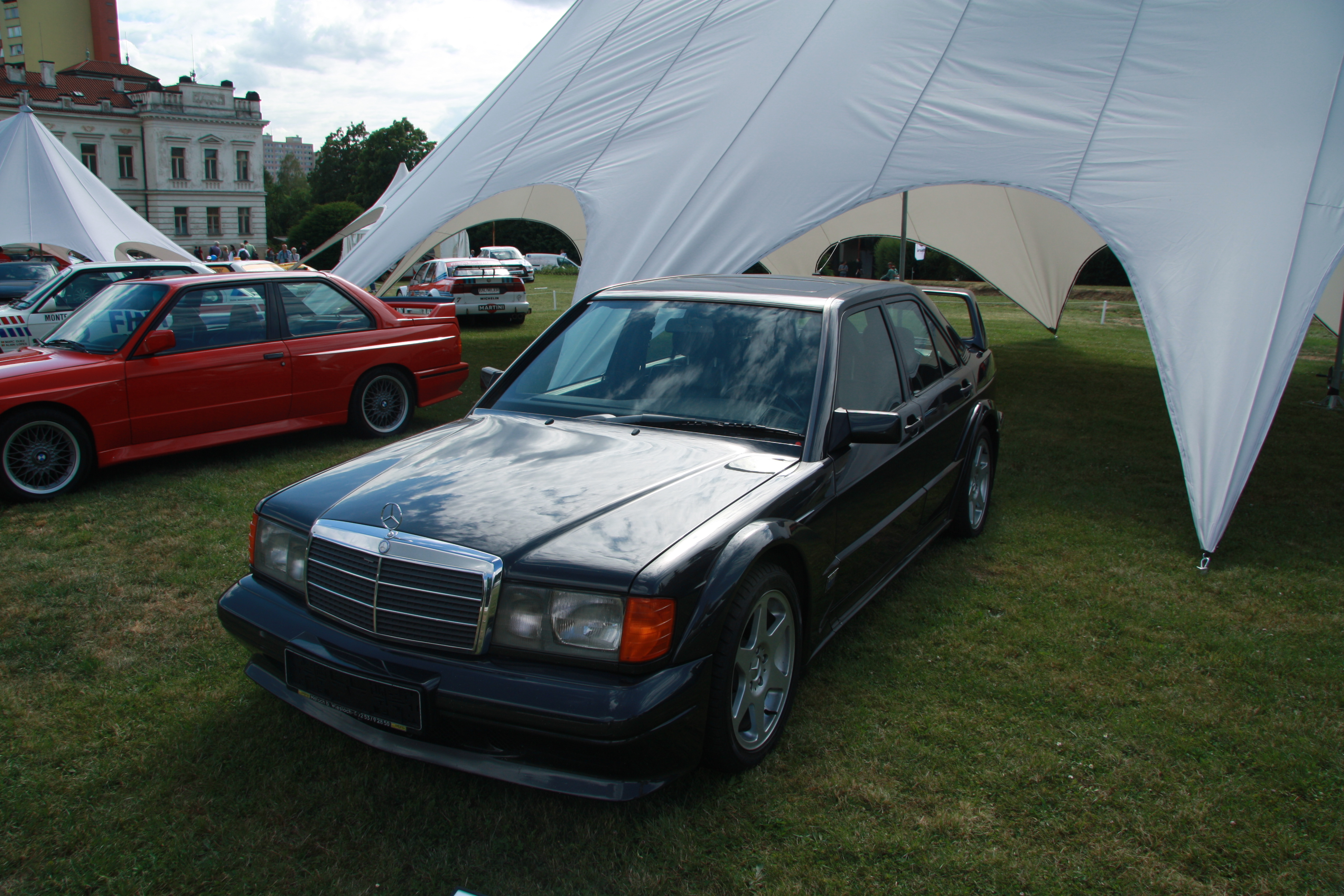
Un Evo II en 2014 junto a un BMW M3 rojo.

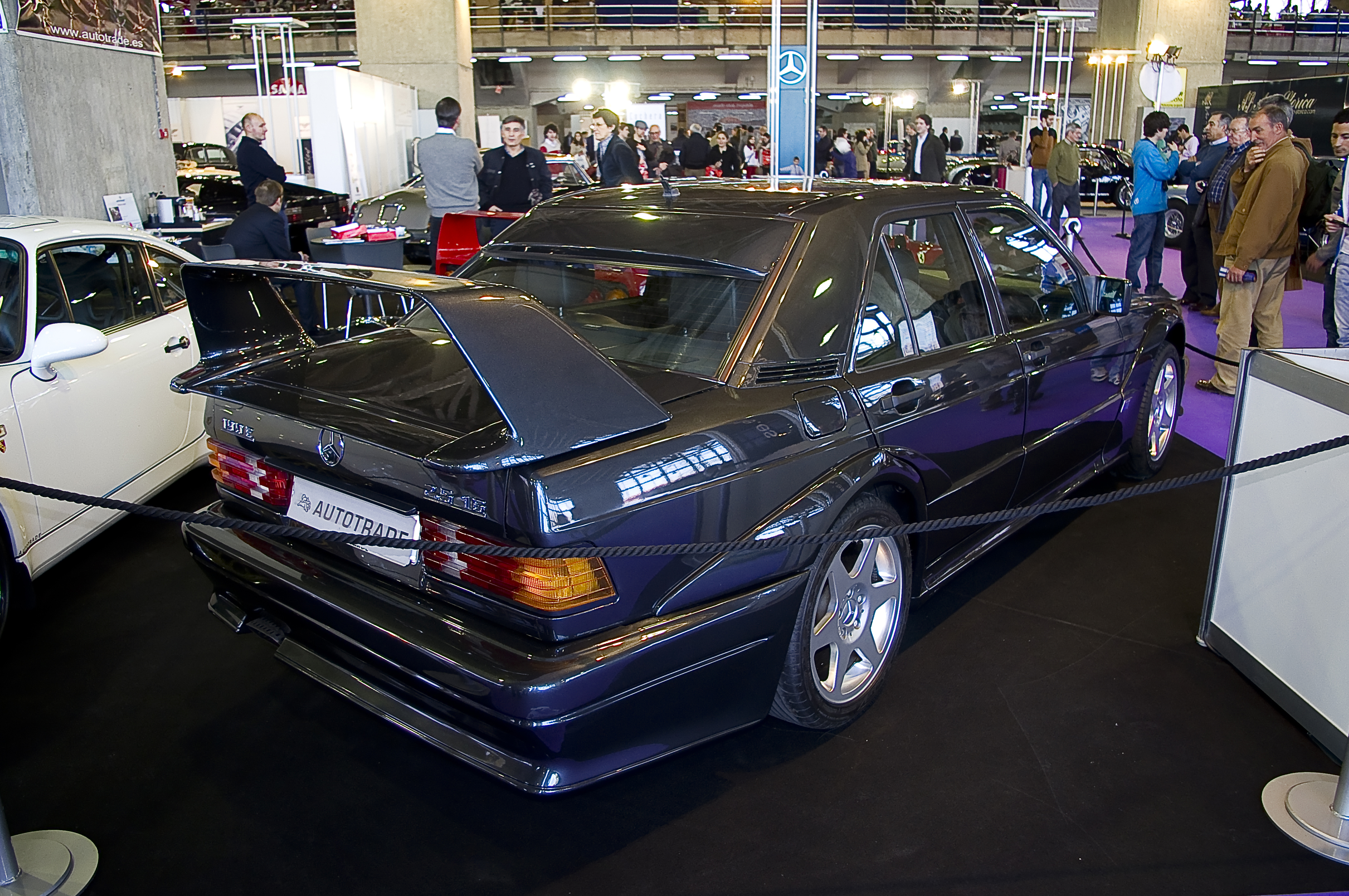
Vista trasera con su gran alerón.

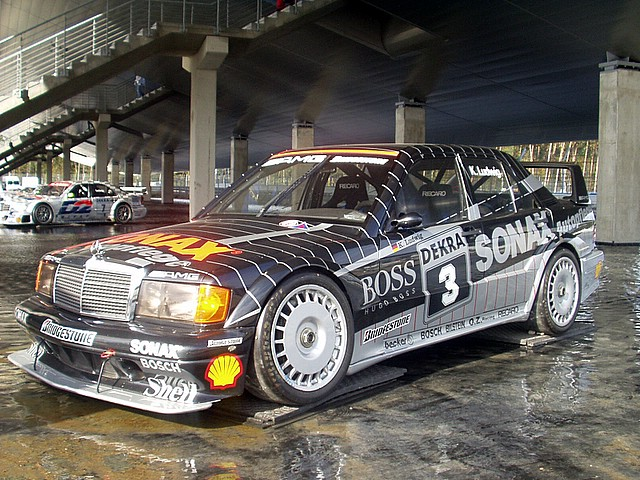
Mercedes-Benz 190E que compitió en el DTM original en 1992.

Mercedes-Benz volvió a competir en los años 80, tras un exilio voluntario causado por un terrible accidente en las 24 Horas de Le Mans de 1955. Tras tantear el mundo de los rallyes, decidió atacar en terreno propio: su objetivo era el Campeonato Alemán de Turismos, el conocido DTM, que durante los años 80 se convirtió en el escaparate tecnológico de muchos fabricantes y escenario de una dura guerra entre Mercedes-Benz, Audi y BMW.
Todo comenzó en 1983, con los Mercedes-Benz 190E 2.3-16, berlinas deportivas con motores de culata multiválvulas diseñada por Cosworth. Sus récords de fiabilidad y resistencia en el Circuito de Nardò, Italia y su aparente abandono de la comodidad, lujo y suavidad de los Mercedes de la época. Aquella berlina deportiva sirvió para homologar un coche de carreras en el DTM, que compartía muchos más elementos con el coche de calle que los DTM que compiten actualmente.
Aquella ligera berlina de 185 CV (182 HP; 136 kW) de potencia evolucionó en el Mercedes 190E 2.5-16 en el año 1988. Entre otras modificaciones, se incrementó su cilindrada hasta los 2463 cm³ (2,5 litros) y se reforzó su correa de distribución, algo delicada en los 2.3-16. Con el objetivo de compensar la pérdida de potencia derivada de la introducción de los catalizadores y adaptarse a nuevas normas del Grupo A, esta berlina de 2,5 litros llegó a desarrollar hasta 204 CV (201 HP; 150 kW) de potencia sin catalizador, y 195 CV (192 HP; 143 kW) en mercados donde el catalizador era obligado.
Con todo, a Mercedes se le seguía resistiendo el DTM. BMW y su M3 dominaban con puño de hierro la categoría y, en 1988, serían Ford y Klaus Ludwig los que arrebataban la victoria a los Mercedes 190E 2.5-16. Para Mercedes, la victoria en el DTM se convirtió en una cruzada personal. Su orgullo había sido herido y para más, Audi y su motor V8 con tracción total irrumpirían en el campeonato a principios de los años 90, alzándose con el oro del DTM los años 1990 y 1991 - en 1992 se prohibieron los vehículos de tracción integral en el DTM.
Para lograr alzarse con el título en 1992, el 2.5-16 debía evolucionar. BMW seguía siendo un competidor fiero y sus M3 Evolution y Sport Evolution eran formidables rivales, tanto en los circuitos como en las calles y en las publicaciones de motor, en la que multitud de comparativas los enfrentaban a los Mercedes 190E. El primer intento de Mercedes fue el 190E 2.5-16 Evolution, lanzado en 1989. Su aerodinámica había evolucionado - poniendo de relieve su importancia en una competición cada vez más fiera.
Aunque su potencia era de 207 CV (204 HP; 152 kW), su motor era diferente al 2.5-16 "estándar". Su cilindrada pasó de 2498 cm³ (2,5 litros) a 2463 cm³ (2,5 litros), fruto de una disminución en su carrera y un aumento en el diámetro de los cilindros. Era un motor más vivo, capaz de entregar su potencia más arriba, con una puesta a punto más agresiva. La verdadera revolución vino con el Mercedes 190E 2.5-16 Evolution II, presentado en el Salón del Automóvil de Ginebra de 1990. Su silueta pronto se convirtió en un icono y hoy en día, es uno de los clásicos más valiosos de la época.
Sus pasos de rueda fueron ensanchados, sus paragolpes rediseñados y en la zaga se montó un gigantesco alerón. Sorprendentemente, el coeficiente aerodinámico se redujo hasta 0,29, dejando a los ingenieros de BMW asombrados. Dicen las malas lenguas que en BMW decían que las leyes de la aerodinámica debían funcionar de forma diferente en Munich - finalmente acabaron por rediseñar el alerón de sus M3 Sport Evolution.
No parecía un Mercedes de la época. Solamente 502 unidades fueron fabricadas con el objetivo de homologar el coche de competición, las mismas que fueron construidas del 2.5-16 Evolution. Sus llantas tenían de serie 17 pulgadas (43,2 cm) de diámetro y estaban envueltas en gomas de altas prestaciones de medidas 245/45 ZR17, inusuales en la época. Bajo el capó había sorpresas: su motor ya desarrollaba una potencia de 235 CV (232 HP; 173 kW) a las 7200 rpm, con un par motor máximo de 245 N·m (181 lb·pie), constante entre las 5.000 rpm y las 6.000 rpm.
Con un peso de 1340 kg (2954 lb), era capaz de hacer el 0 a 100 km/h (62 mph) en solamente 7,1 segundos, con una velocidad punta de 250 km/h (155 mph). En su interior se equipaban de serie asientos deportivos de cuero, una caja de cambios Getrag con la primera invertida - igual que todos los 190E-Cosworth - y una instrumentación cuya velocidad punta y tacómetro podían dar pistas acerca de sus prestaciones. Desde luego, no era un simple 190E con un pack estético y un motor potenciado, era mucho más. La puesta a punto del coche era madura, evolucionada y más deportiva.
Su suspensión era regulable en altura desde el interior del coche y sin ser en absoluto blanda, todavía permitía largos viajes en carretera. Era hasta 45 mm (1,8 plg) más bajo que el Evolution I y su equipo de frenado fue actualizado, con discos Brembo de altas prestaciones. Todas sus 502 unidades producidas fueron de color azul marino metalizado, casi negro y solamente dos unidades fueron producidas en color plateado.

### Apariciones en multimedia
El Evo II ha aparecido en varias generaciones de videojuegos de carreras de PlayStation 3, como: Gran Turismo 5 y Gran Turismo 6; así como de Microsoft Xbox, como: Forza Motorsport 4, Forza Motorsport 5, Forza Motorsport 6, Forza Motorsport 7, Forza Horizon 2, Forza Horizon 3, Forza Horizon 4 y Forza Horizon 5.

## Motorizaciones
| Período                         | 1990-1993                                               | 1982-1984                                               | 1984-1991                                               | 1982-1993                                               | 1983-1988                                           | 1986-1988                          | 1984-1985                          | 1988-1993                            | 1989                                 | 1990                                 | 1986-1988                                           |
| Identificación del motor        | M 102 E 18                                              | M 102 V 20                                              | M 102 V 20                                              | M 102 E 20                                              | M 102 E 23                                          | M 102 E 23/2                       | M 102 E 23/2                       | M 102 E 25/2                         | M 102 E 25/2                         | M 102 E 25/2                         | M 103 E 26                                          |
| Tipo de motor                   | L4 SOHC 8v                                              | L4 SOHC 8v, con carburador                              | L4 SOHC 8v, con carburador                              | L4 SOHC 8v                                              | L4 SOHC 8v                                          | L4 DOHC 16v                        | L4 DOHC 16v                        | L4 DOHC 16v                          | L4 DOHC 16v                          | L4 DOHC 16v                          | L6 SOHC 12v                                         |
| Diámetro x carrera              | 89 x 72,2 mm (3,50 x 2,84 plg)                          | 89 x 80,25 mm (3,50 x 3,16 plg)                         | 89 x 80,25 mm (3,50 x 3,16 plg)                         | 89 x 80,25 mm (3,50 x 3,16 plg)                         | 95,5 x 80,25 mm (3,76 x 3,16 plg)                   | 95,5 x 80,25 mm (3,76 x 3,16 plg)  | 95,5 x 80,25 mm (3,76 x 3,16 plg)  | 95,5 x 87,2 mm (3,76 x 3,43 plg)     | 97,3 x 82,8 mm (3,83 x 3,26 plg)     | 97,3 x 82,8 mm (3,83 x 3,26 plg)     | 82,9 x 80,25 mm (3,26 x 3,16 plg)                   |
| Cilindrada                      | 1797 cm³ (1,8 L)                                        | 1997 cm³ (2 L)                                          | 1997 cm³ (2 L)                                          | 1997 cm³ (2 L)                                          | 2299 cm³ (2,3 L)                                    | 2299 cm³ (2,3 L)                   | 2299 cm³ (2,3 L)                   | 2498 cm³ (2,5 L)                     | 2463 cm³ (2,5 L)                     | 2463 cm³ (2,5 L)                     | 2599 cm³ (2,6 L)                                    |
| Relación de compresión          | 9.1:1                                                   | 9.4:1                                                   | 9.4:1                                                   | 9.1:1                                                   | 9.0:1                                               | 10.5:1                             | 9.7:1                              | 9.7:1                                | 9.7:1                                | 9.7:1                                | 9.2:1                                               |
| Potencia máxima                 | 109 CV (108 HP; 80 kW) @ 5500 rpm                       | 90 CV (89 HP; 66 kW) @ 5000 rpm                         | 105 CV (104 HP; 77 kW) @ 5200 rpm                       | 122 CV (120 HP; 90 kW) @ 5100 rpm                       | 136 CV (134 HP; 100 kW) @ 5100 rpm                  | 185 CV (182 HP; 136 kW) @ 6200 rpm | 177 CV (175 HP; 130 kW) @ 5800 rpm | 204 CV (201 HP; 150 kW) @ 6750 rpm   | 204 CV (201 HP; 150 kW) @ 6750 rpm   | 235 CV (232 HP; 173 kW) @ 7200 rpm   | 166 CV (164 HP; 122 kW) @ 5800 rpm                  |
| Par máximo                      | 150 N·m (111 lb·pie) @ 3700 rpm                         | 165 N·m (122 lb·pie) @ 2500 rpm                         | 170 N·m (125 lb·pie) @ 2500 rpm                         | 178 N·m (131 lb·pie) @ 3500 rpm                         | 205 N·m (151 lb·pie) @ 3500 rpm                     | 235 N·m (173 lb·pie) @ 4500 rpm    | 230 N·m (170 lb·pie) @ 4750 rpm    | 240 N·m (177 lb·pie) @ 5000-5500 rpm | 240 N·m (177 lb·pie) @ 5000-5500 rpm | 245 N·m (181 lb·pie) @ 5000-6000 rpm | 228 N·m (168 lb·pie) @ 4600 rpm                     |
| Transmisión                     | Manual de 4 o 5 velocidades Automática de 4 velocidades | Manual de 4 o 5 velocidades Automática de 4 velocidades | Manual de 4 o 5 velocidades Automática de 4 velocidades | Manual de 4 o 5 velocidades Automática de 4 velocidades | Manual de 5 velocidades Automática de 4 velocidades | Manual de 5 velocidades            | Manual de 5 velocidades            | Manual de 5 velocidades              | Manual de 5 velocidades              | Manual de 5 velocidades              | Manual de 5 velocidades Automática de 4 velocidades |
| Peso                            | 1160 kg (2557 lb)                                       | 1080 kg (2381 lb)                                       | 1080 kg (2381 lb)                                       | 1100 kg (2425 lb)-1180 kg (2601 lb)                     | 1190 kg (2624 lb)-1240 kg (2734 lb)                 | 1260 kg (2778 lb)                  | 1260 kg (2778 lb)                  | 1300 kg (2866 lb)                    | 1320 kg (2910 lb)                    | 1340 kg (2954 lb)                    | 1220 kg (2690 lb)-1290 kg (2844 lb)                 |
| Aceleración 0–100 km/h (62 mph) | 12.3 segundos                                           | 13.2 segundos                                           | 12.4 segundos                                           | 10.5 segundos                                           | 10.3 segundos                                       | 7.5 segundos                       | 8.2 segundos                       | 7.5 segundos                         | 7.5 segundos                         | 7.1 segundos                         | 8.2 segundos                                        |
| Velocidad máxima                | 185 km/h (115 mph)                                      | 175 km/h (109 mph)                                      | 185 km/h (115 mph)                                      | 195 km/h (121 mph)                                      | 200 km/h (124 mph)                                  | 230 km/h (143 mph)                 | 225 km/h (140 mph)                 | 235 km/h (146 mph)                   | 235 km/h (146 mph)                   | 250 km/h (155 mph)                   | 215 km/h (134 mph)                                  |
| Consumo combinado               | 9 L/100 km (11 km/L; 26 mpgAm)                          | 8,5 L/100 km (12 km/L; 28 mpgAm)                        | 8,4 L/100 km (12 km/L; 28 mpgAm)                        | 8,4 L/100 km (12 km/L; 28 mpgAm)                        | 8,4 a 8,7 L/100 km (12 a 11 km/L) (28 a 27 mpgAm)   | 8,6 L/100 km (12 km/L; 27 mpgAm)   | 9 L/100 km (11 km/L; 26 mpgAm)     | 9,2 L/100 km (11 km/L; 26 mpgAm)     | 9,9 L/100 km (10 km/L; 24 mpgAm)     | 9,9 L/100 km (10 km/L; 24 mpgAm)     | 9,3 L/100 km (11 km/L; 25 mpgAm)                    |

| Período                         | 1983-1993                                               | 1983-1985                                           | 1985-1993                                           | 1986-1993                          |
| Identificación del motor        | OM 601 D 20                                             | OM 601 D 22                                         | OM 602 D 25                                         | OM 602 D 25 A                      |
| Tipo de motor                   | L4 SOHC 8v                                              | L4 SOHC 8v                                          | L5 SOHC 10v                                         | L5 SOHC 10v, turbo                 |
| Diámetro x carrera              | 87 x 84 mm (3,43 x 3,31 plg)                            | 87 x 92,4 mm (3,43 x 3,64 plg)                      | 87 x 84 mm (3,43 x 3,31 plg)                        | 87 x 84 mm (3,43 x 3,31 plg)       |
| Cilindrada                      | 1997 cm³ (2 L)                                          | 2197 cm³ (2,2 L)                                    | 2497 cm³ (2,5 L)                                    | 2497 cm³ (2,5 L)                   |
| Relación de compresión          | 22.0:1                                                  | 22.0:1                                              | 22.0:1                                              | 22.0:1                             |
| Potencia máxima                 | 72 CV (71 HP; 53 kW) @ 4600 rpm                         | 73 CV (72 HP; 54 kW) @ 4200 rpm                     | 90 CV (89 HP; 66 kW) @ 4600 rpm                     | 122 CV (120 HP; 90 kW) @ 4600 rpm  |
| Par máximo                      | 123 N·m (91 lb·pie) @ 2800 rpm                          | 130 N·m (96 lb·pie) @ 2800 rpm                      | 154 N·m (114 lb·pie) @ 2800 rpm                     | 225 N·m (166 lb·pie) @ 2400 rpm    |
| Transmisión                     | Manual de 4 o 5 velocidades Automática de 4 velocidades | Manual de 5 velocidades Automática de 4 velocidades | Manual de 5 velocidades Automática de 4 velocidades | Automática de 4 velocidades        |
| Aceleración 0–100 km/h (62 mph) | 18.1 segundos                                           | 18.4 segundos                                       | 14.8 segundos                                       | 11.5 segundos                      |
| Velocidad máxima                | 160 km/h (99 mph)                                       | 160 km/h (99 mph)                                   | 174 km/h (108 mph)                                  | 192 km/h (119 mph)                 |
| Consumo combinado               | 6,6 L/100 km (15,2 km/L; 35,6 mpgAm)                    | N/A                                                 | 5,5 L/100 km (18,2 km/L; 42,8 mpgAm)                | 6 L/100 km (16,7 km/L; 39,2 mpgAm) |